# Hiroyuki Hamada
 (décembre 2012).
Le contenu est difficilement compréhensible vu les erreurs de traduction, qui sont peut-être dues à l'utilisation d'un logiciel de traduction automatique.
Pour les articles homonymes, voir Hamada.
Hiroyuki Hamada (濱田博之, Hamada Hiroyuki), né le 29 octobre 1925, à Sendai (ja) (maintenant Satsumasendai), au Japon, et mort le 16 septembre 2003, est un karatéka japonais.
Il est le créateur du style de karaté Nihon Koden Shindo Ryu et le mentor du Sous Shihan (Grand Enseignant) Felton Messina.

## Biographie

### Jeunesse
Hiroyuki Hamada s'inscrit au collège en 1938, à l'âge de douze ans. En juillet 1941, à quinze ans, il commence à prendre des cours de karaté dans le style Okinawaien de Tomari, tout en poursuivant sa quatrième année de collège. La même année, éclate la Deuxième Guerre mondiale. En mars 1943, il parvient à obtenir son diplôme malgré deux années de scolarité perdues en raison de la guerre. Au cours de cette période, il s'est principalement concentré sur la pratique du karaté en raison des circonstances qui l'ont empêché de poursuivre ses études. A travers le style shuri-te, il étudia les racines chinoises du karaté. Il consacrera la période d'avril 1943 à mars 1944 à l'amélioration de son karaté. Le 18 avril 1944, il rejoint la marine japonaise. Le 15 août 1945 mettant fin à la guerre, Hamada faisait partie d'un des bataillons de l'armée de l'air de Kurashiki. Lorsqu'il appris la défaite japonaise, il passa dix jours à considérer le suicide par le rituel du seppuku. L'un de ses professeurs aurait eu recours à ce rituel. Passé ce délai, il décida fermement de vivre et de consacrer sa vie à aider les autres à travers le karaté. Pendant tout ce temps, il continue à affiner sa connaissance de l'art du Karaté. Le 31 août 1945, il retourne dans sa ville natale de Sendai.

### Création de style
Hiroyuki Hamada intensifie ses pratiques de karaté entre les années 1945 et 1952 avec des voyages continus dans tout le Japon consacrés à l'étude de deux styles : le Nihon Shindo Karaté-Do et le Nihon Dan Karaté-Do. En 1952, il intègre le service d'incendie de sa ville natale et reçoit pour la première fois des disciples à qui enseigner son style de karaté. Le matin du 28 mars 1964, dans un temple appelé « Isekotaigingie » situé dans la préfecture de Mie, il a proclamé la naissance du Nihon Koden Shindo Ryu. Ce style est fondé sur les modifications qu'il a apporté aux techniques de karaté pour chercher le maximum d'efficacité dans les mouvements.

### Dernières années
Le reste de sa vie (jusqu'en 2003), a été consacré à diffuser le nouveau style de Nihon Koden Shindo Ryu. En 1975, il voyage en République Dominicaine avec Jamaguchi (6e dan de judo) et Kenji Moriyama (5e dan) pour donner des cours de karaté. En un mois, il réalise des démonstrations à travers toute l'île, il laissera Felton Messina chargé de son style dans ce pays. En avril 1980, il démissionne de son poste à la tête du corps d'incendie de Sendai pour se consacrer entièrement au karaté et devient le So-Shihan (Maître Suprème) du style qu'il a créé jusqu'à sa mort le 16 septembre 2003. Il est également président de Nihon Minzoku-Ha, Ni Kai-ichi. En outre a été le principal collaborateur du Temple Kasuga-Ginngia. Avant sa mort, il nommera Felton Messina So-Shihan, chargé du Nihon Koden Shindo Ryu à l'extérieur du Japon. Le responsable du style au Japon est le neveu d'Hamada, So-Shihan Eturou Takeshita.